# جمال الدین یوسف هذبانی
امیر جمال الدین یوسف هذبانی (متولد حدود ۷۰۴ ه.ق در مصر) از سران نامدار هذبانی بود. او یکی از حکام محمد بن قلاوون، پادشاه مصر بود. او نیابت قلعه را در هنگام مرگ ملک ظاهر مصری داشت.